# Europonts de Spijkenisse
Les europonts de Spijkenisse (en néerlandais : Spijkenisser Eurobruggen) sont un ensemble de ponts de la ville de Spijkenisse, dans la province néerlandaise de Hollande-Méridionale. Érigés dans le cadre d'un projet d'arts appliqués, ils se trouvent dans le quartier résidentiel de Het Land,.

## Présentation
Les europonts de Spijkenisse ont été construits sur le modèle des ponts se trouvant au verso des billets de banque en euros. Les ponts des billets de banque de 10 et 50 euros furent inaugurés le 26 octobre 2011 par le commissaire de la Reine de Hollande-Méridionale Jan Franssen (en),. Ceux des billets de 5 et 20 euros furent construits avec seulement un côté représentatif des dessins présents sur les billets.
Le pont du billet de 200 euros fut inauguré le 17 octobre 2012.
Les ponts des billets de 100 et 500 euros furent quant à eux inaugurés le 26 septembre 2013.
L'architecte de ces ouvrages est Robin Stam. Les ponts, réalisés en béton, sont peints de couleurs proches de celles qu'ont leurs modèles sur les billets correspondants.
| Image                       | Billet | Valeur faciale | Inauguration du pont | Localisation                    |
| --------------------------- | ------ | -------------- | -------------------- | ------------------------------- |
| Bridge of the 5 Eur note    |        | 5 €            |                      | 51° 50′ 58″ N, 4° 20′ 24,9″ E   |
| €10                         |        | 10 €           | 26 octobre 2011      | 51° 51′ 08,7″ N, 4° 20′ 16,9″ E |
|                             |        | 20 €           |                      | 51° 50′ 57,3″ N, 4° 20′ 24,6″ E |
|                             |        | 50 €           | 26 octobre 2011      | 51° 51′ 07,4″ N, 4° 20′ 13,7″ E |
|                             |        | 100 €          | 26 septembre 2013    | 51° 50′ 55,9″ N, 4° 20′ 22″ E   |
|                             |        | 200 €          | 17 octobre 2012      | 51° 50′ 59,5″ N, 4° 20′ 27,4″ E |
| Bridge of the 500 Euro note |        | 500 €          | 26 septembre 2013    | 51° 51′ 04,5″ N, 4° 20′ 08,3″ E |